# Marosliget
Marosliget (románul: Dumbrava) falu Romániában, Maros megyében.

## Fekvése
A Kelemen-havasok lábánál, Marosvásárhelytől 55 km-re északkeletre, a Maros völgyében fekszik.

## Lakossága
1850-ben 841 lakosából 837 román volt. A rákövetkező száz évben a népesség 1178 főig növekedett, majd 1956-ban Kövesdpatak (Valea Pietrișului) kiválásával 986-ra csökkent. 2002-ben 775 lakosából 762 román, 4 magyar és 9 más nemzetiségű volt. A felekezeti megoszlást tekintve, a falut többségében görögkeletiek lakják.